# Geografia degli Stati Uniti d'America

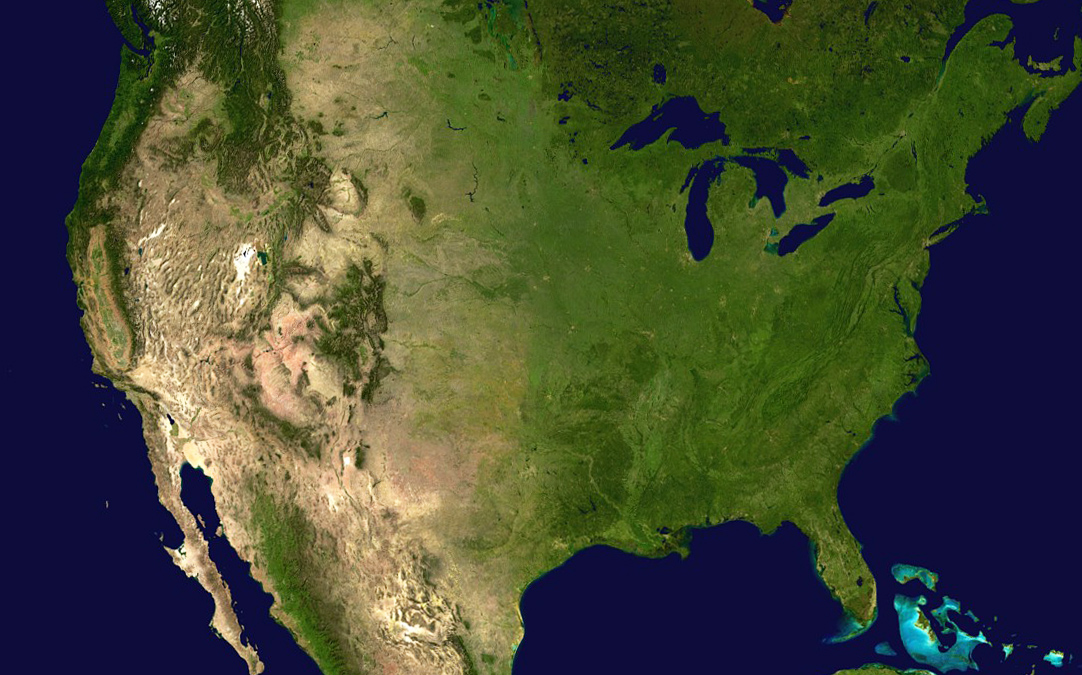
Immagine satellitare degli Stati Uniti d'America contigui

Gli Stati Uniti d'America o meglio conosciuti come USA confinano con il Canada a nord e a sud con il Messico e il Golfo del Messico; invece a ovest con l'Oceano Pacifico e a est con l'Oceano Atlantico. Si tratta di un'area di 9 000 000 di km² (includendo le acque interne), che fa degli Stati Uniti la quarta nazione più grande al mondo per superficie. Agli Stati Uniti d'America appartengono anche alcune regioni geograficamente isolate (come Hawaii e l'Alaska).
Dati principali
- Area Totale: 9 872 615 km² (comprese le acque interne)
  - Area Principale: 7 761 475 km²
  - Superficie delle terre: 9,158,9609 km²
  - Superficie delle acque interne: 470,131 km²
- Cima più alta: Monte McKinley 6 194 m
- Fiume più lungo: Missouri
- Lago più grande: Lago Superiore (Grandi Laghi)
- Confini: Canada, Messico
  - 50 stati: Canada (nord), Oceano Pacifico (ovest), Messico (sud), Golfo del Messico (sud), Oceano Atlantico (est)
  - Alaska: Mar Glaciale Artico e Mare di Beaufort (nord), Stretto di Bering e Mare di Bering (ovest), Golfo dell'Alaska e Oceano Pacifico (sud), Canada (est)
  - Hawaii: Oceano Pacifico

## Geografia fisica
Gli Stati Uniti d'America sono una federazione di 50 stati della quale ben 48 sono presenti nel territorio nazionale, mentre altri 2, le Hawaii (un arcipelago che si trova nel pacifico) e l'Alaska che si trova al di sopra del Canada, sono lontane dal territorio. Infine c'è il distretto di Washington che è anche la capitale degli Stati Uniti.

### Morfologia del territorio

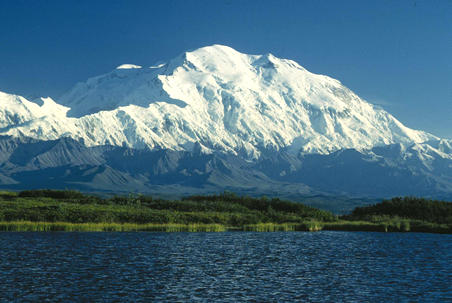
Il Monte McKinley o il Monte Denali (6'194 m) è la montagna più alta degli Stati Uniti d'America

Le principali catene montuose degli Stati Uniti d'America sono gli Appalachi  e le Montagne Rocciose che circondano le Grandi Pianure interne. Gli Appalachi si trovano nella parte orientale del Paese, sono disposti da nord-est verso sud-ovest, raggiungono l'altezza massima di 2036 m e arrivano alle coste raramente. Le Montagne Rocciose occupano gran parte del territorio statunitense, e si sviluppano dalla costa occidentale, per tutta la lunghezza del continente americano, ma talvolta il suo nome cambia nella parte centrale e meridionale; raggiungono quota 6.194 m (Monte McKinley, Alaska) raggiungono quasi sempre le coste anche se dopo una lunga degradazione di altezza infatti tutti i monti più alti si trovano molto lontani dalla costa. Oltre al McKinley, sono notevoli anche il Monte Saint Elias, il Monte Whitney, il Monte Elbert, il Monte Rainier, il Monte Shasta, il Mauna Kea, il Monte Foraker, e il Sant'Elena (un vulcano ancora attivo).

### Idrografia

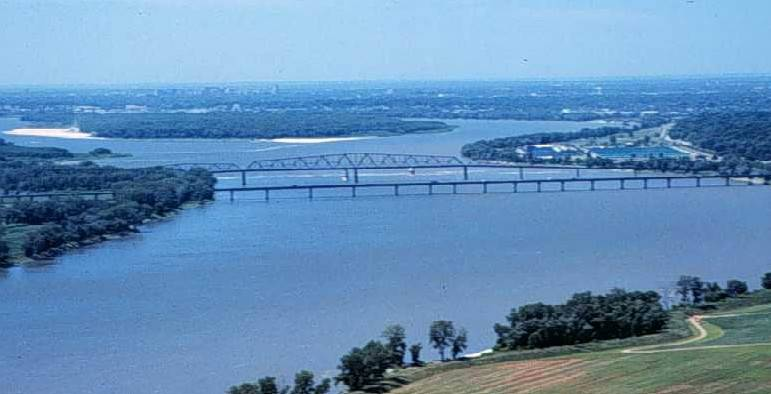
Scorcio del vasto Mississippi il fiume più lungo della federazione

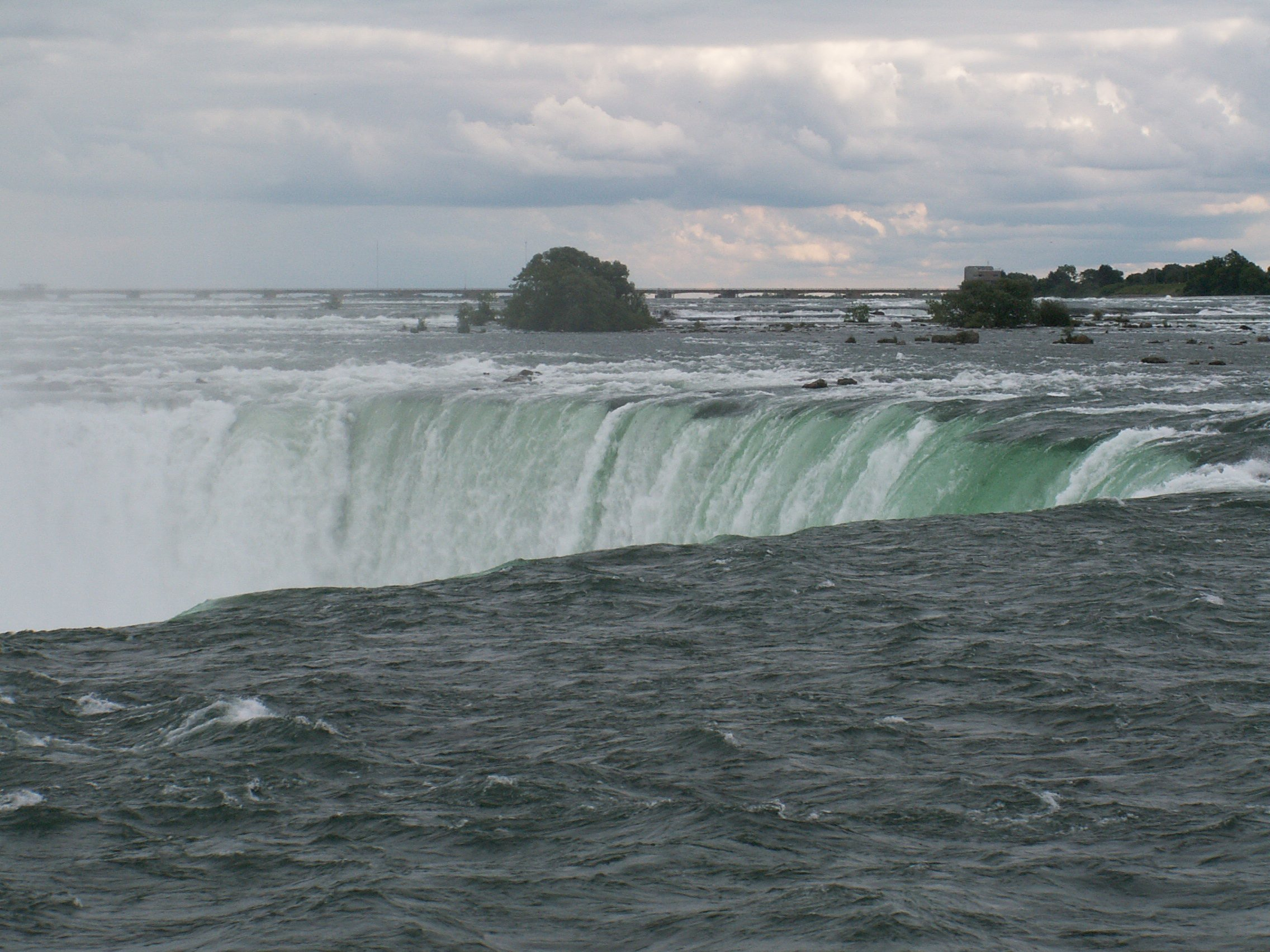
Le Cascate del Niagara in quella che viene chiamata Cascata a ferro di cavallo per la sua caratteristica forma

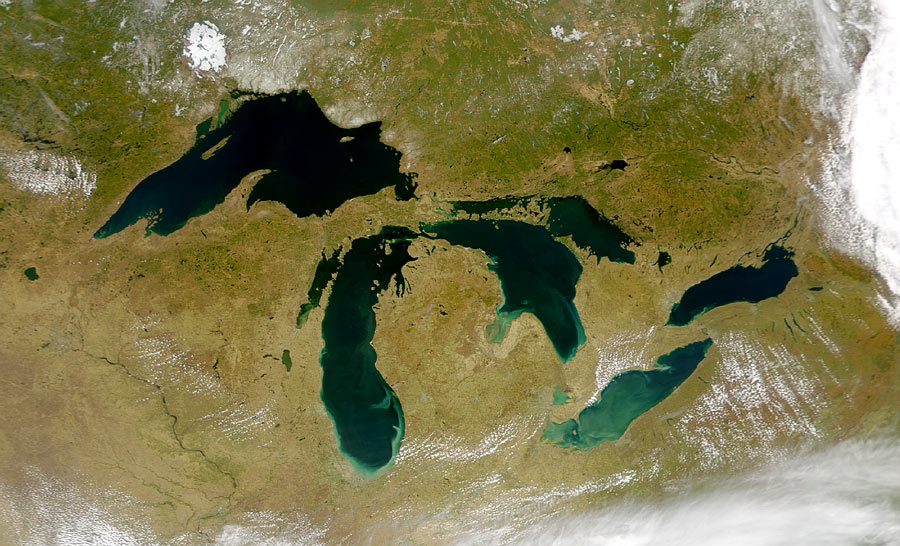
Foto dal satellite dei Grandi Laghi d'America

Le Grandi Pianure sono attraversate da molti fiumi. Il fiume più lungo è il Missouri (4.247 km) che scorre nel centro del paese e sfocia nel secondo fiume più lungo, il Mississippi (3.782 km). Tra i suoi affluenti si contano numerosi altri fiumi di grande portata, tra cui il Missouri, l'Ohio, l'Arkansas, il Kansas, il Red River, l'Illinois, lo Yellowstone, il Tennessee e il Platte. Il Rio Grande, insieme all'affluente Pecos, segna gran parte del confine con il Messico.
Tra i fiumi che sfociano nel Pacifico (incluso il Golfo di California) spiccano lo Snake, il Columbia e il Colorado. Nell'Atlantico sfocia l'Hudson.
I Grandi Laghi sono connessi da numerosi altri corsi d'acqua importanti, quali il San Lorenzo (che unisce il lago Ontario e l'Oceano Atlantico) ed il Niagara (che forma le celebri cascate)
e altri minori, ma con una portata d'acqua molto grande.
I principali fiumi dell'Alaska sono lo Yukon (noto per la presenza d'oro), il Koyukuk e il Kuskokwim (anch'essi ricchi d'oro). Gli Stati Uniti sono attraversati da diversi spartiacque, come lo spartiacque continentale delle Americhe, quello orientale, il laurenziano e quello del fiume San Lorenzo.

#### Laghi
Nella regione dei Grandi Laghi, al confine fra Stati Uniti e Canada, si trovano alcuni tra i maggiori laghi del mondo, a partire dal più grande in assoluto, il Lago Superiore. Altri grandi laghi in parte o completamente in territorio statunitense sono il Michigan, l'Erie, lo Huron e l'Ontario.
Il Gran Lago Salato, nelle Montagne Rocciose, è uno dei più vasti laghi salati del mondo. I laghi sono comunicanti tra loro ma disposti a diverse altitudini, in particolare l'Erie riversa nell'Ontario le sue acque con un salto di 100 m formando numerose cascate come la cascata del Niagara.

### Coste

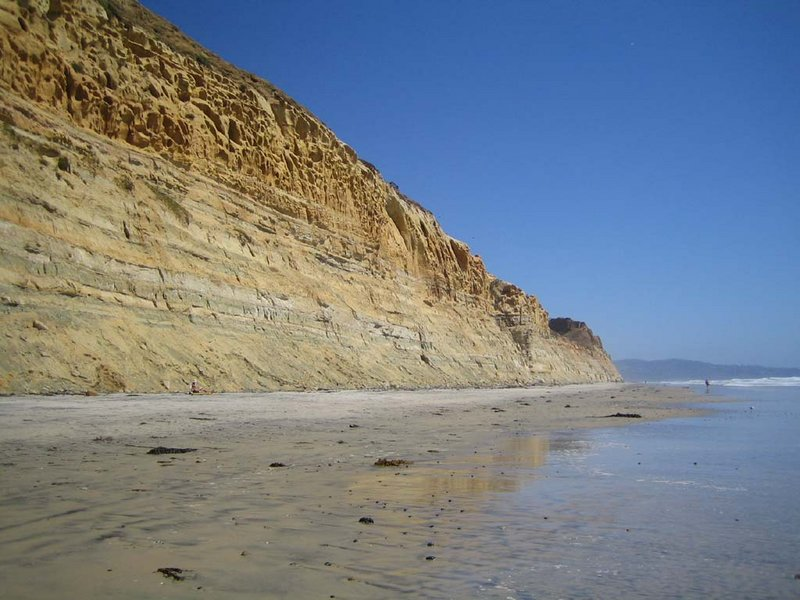
Spiaggia della California detta Black's beach. Qui possiamo vedere come le coste del pacifico siano spesso rocciose ma con una spiaggia sabbiosa.

Le coste sull'Atlantico sono alte, frastagliate, ricche di insenature nella parte nord, dove si trovano anche l'estuario dello Hudson,  la baia di Baltimora o anche la conformazione costiera che ha dato lo spazio per la creazione di New York. Nella parte meridionale (da Capo Hatteras fino alla punta meridionale della Florida) diventano più basse, spesso sabbiose.
In Florida, la quale è ricca di laghi e paludi, le coste sabbiose si sviluppano in una complessa struttura di penisole e isole (le Florida Keys). Verso il Golfo del Messico la costa diventa via via più paludosa; si trova qui il vasto delta del fiume Mississippi.

### Isole
Le coste statunitensi sono punteggiate di isole di piccole dimensioni. Di maggiori dimensioni sono le Hawaii (nel Pacifico) e le isole dell'Alaska; fra le più importanti si possono citare le Isole Aleutine, San Lorenzo, Nunivak, Umnak, le Isole Fox, Kodiak, Afognak, Chichagof, Baranof e l'Isola Principe di Galles.
Appartengono agli Stati Uniti d'America molte altre isole e dipendenze di cui molte sono disabitate o utilizzate come stazioni militari.

### Paludi e deserti

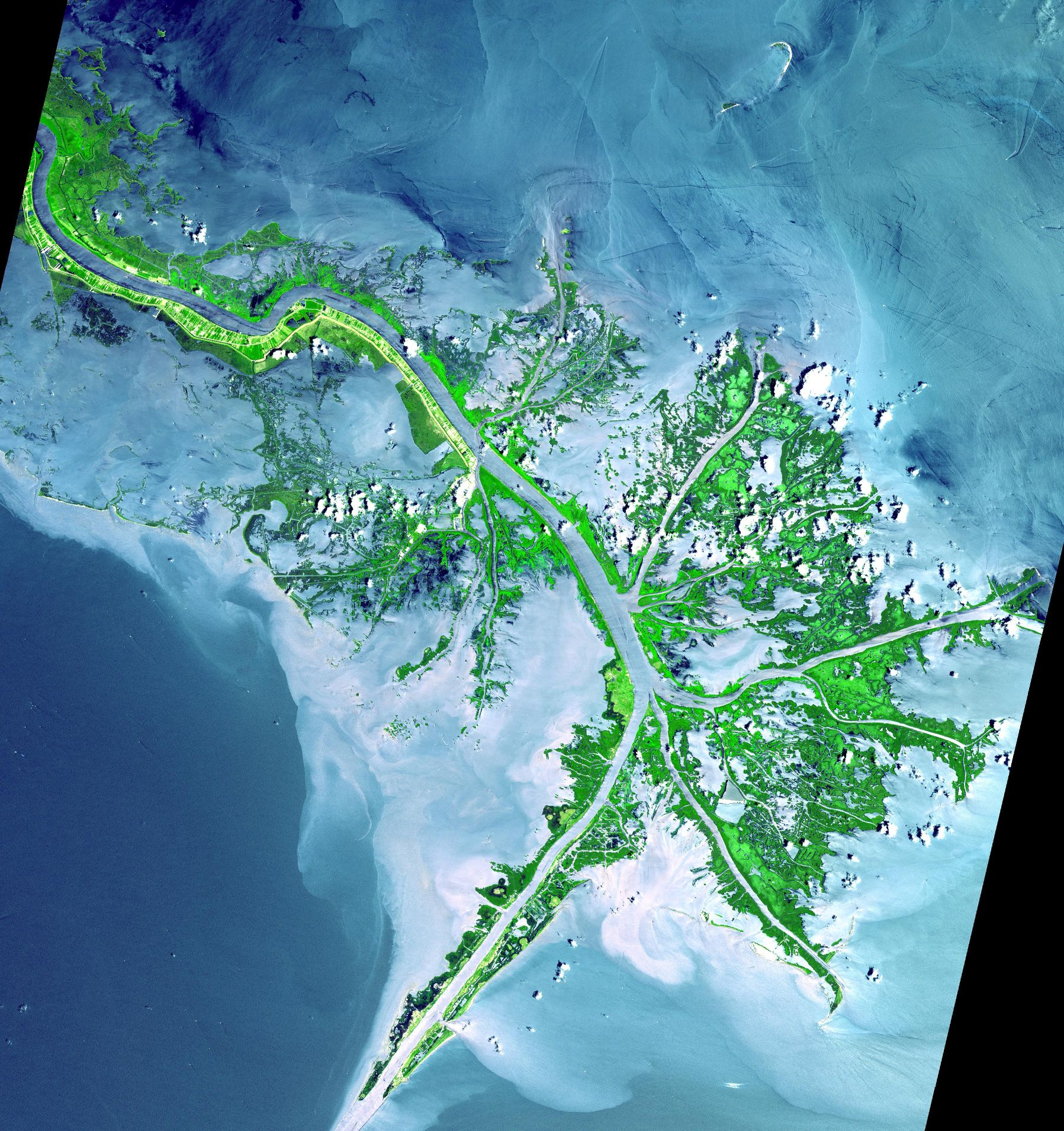
Delta del Mississippi dallo spazio

#### Paludi
Le paludi negli Stati Uniti si trovano principalmente nella zona costiera del Golfo del Messico. La zona paludosa o semi-paludosa va dal confine tra Texas e Louisiana fino alla penisola della Florida accentuandosi nel delta del Mississippi.
Vi sono anche piccole zone paludose in alcuni estuari o presso alcuni laghi nella parte nord-orientale e in quella nord-occidentale della nazione.

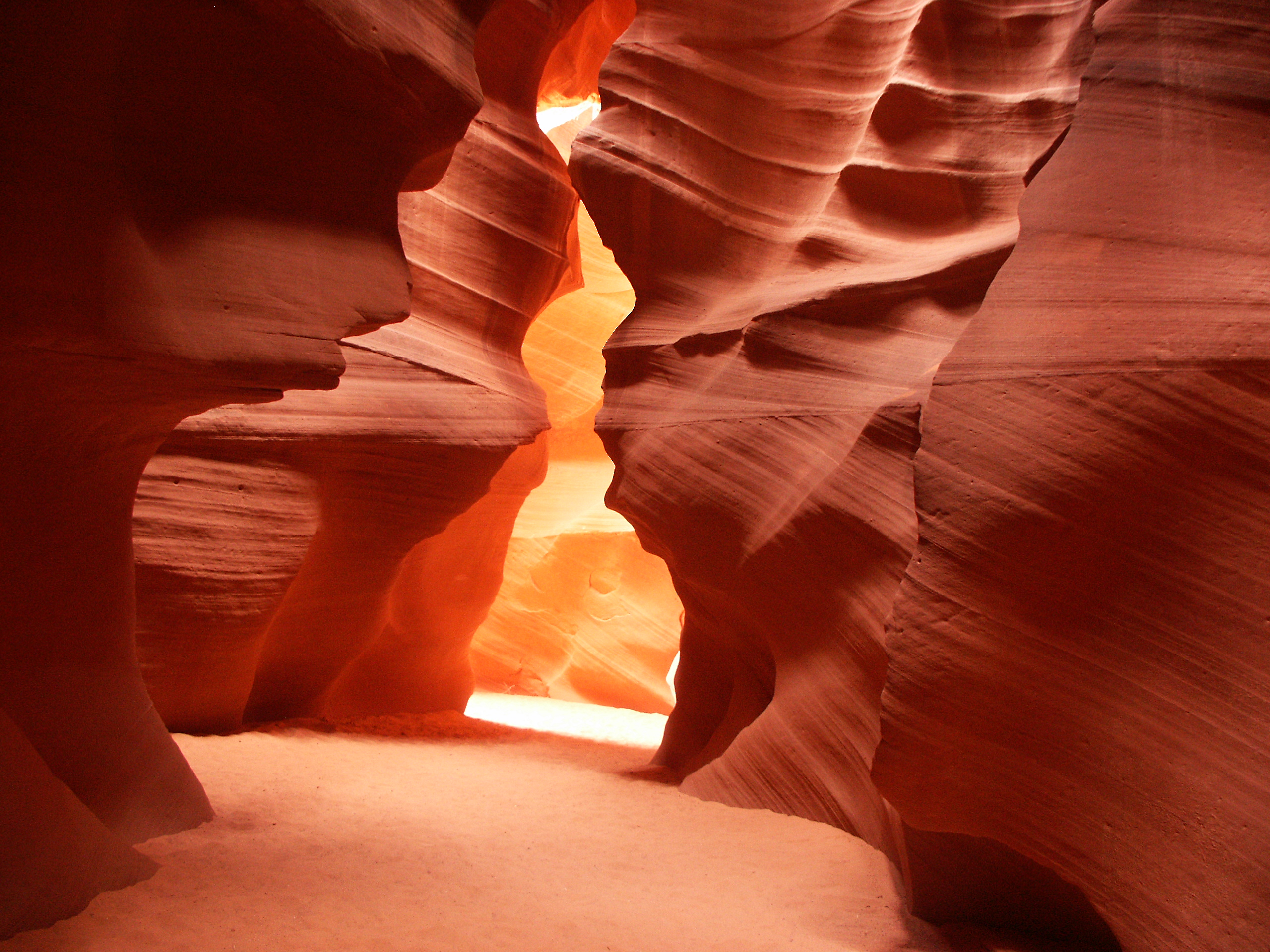
Caratteristica formazione rocciosa nel deserto dell'Arizona

#### Deserti
Negli Stati Uniti d'America vi sono zone desertiche o semi-desertiche nella zona sud-occidentale (Arizona, Colorado, California, New Mexico, Texas, Utah).
Tra i più importanti vi sono il Deserto di Sonora e la Valle della Morte (Death Valley) (il suo nome deriva infatti dall'aridità della zona).
Nelle zone interne il clima è continentale con inverni rigidi ed estati calde che determinano un'elevata escursione termica, nelle regioni settentrionali il clima è molto rigido con temperature medie sotto gli zero gradi Celsius, nelle pianure centrali la piovosità aumenta da est verso ovest dove in alcune vaste regioni il clima diventa desertico..

#### Il clima
Il clima in USA è diversificato: sub-polare in Alaska; montano sugli Appalachi e Montagne Rocciose; temperato presso i Grandi Laghi e nelle Grandi Pianure; temperato caldo sulla costa del Pacifico; tropicale a sud ed un elevato tasso di umidità lungo il Golfo del Messico.

## Geografia politica
Nella regione continentale principale, gli Stati Uniti d'America comprendono 48 stati, a cui si aggiunge il distretto di Columbia (che coincide con la capitale Washington), un tempo appartenente al Maryland. Al di fuori di questa regione principale si trovano l'Alaska, le Hawaii e altri territori nei Caraibi e nel Pacifico. Porto Rico è legato agli Stati Uniti da una relazione denominata commonwealth.
La popolazione complessiva degli Stati Uniti d'America è di circa 328,2 milioni di abitanti.

### Stati e dipendenze

#### Stati
vedi Stati federati degli Stati Uniti d'America
| - Alabama (1819) - Alaska (1959) - Arizona (1912) - Arkansas (1836) - California (1850) - Carolina del Nord (1788) - Carolina del Sud (1788) - Colorado (1876) - Connecticut (1788) - Dakota del Nord (1889) - Dakota del Sud (1889) - Delaware (1787) - Florida (1845) - Georgia (1788) - Hawaii (1959) - Idaho (1890) - Illinois (1818) | - Alabama (1819) - Alaska (1959) - Arizona (1912) - Arkansas (1836) - California (1850) - Carolina del Nord (1788) - Carolina del Sud (1788) - Colorado (1876) - Connecticut (1788) - Dakota del Nord (1889) - Dakota del Sud (1889) - Delaware (1787) - Florida (1845) - Georgia (1788) - Hawaii (1959) - Idaho (1890) - Illinois (1818) | - Alabama (1819) - Alaska (1959) - Arizona (1912) - Arkansas (1836) - California (1850) - Carolina del Nord (1788) - Carolina del Sud (1788) - Colorado (1876) - Connecticut (1788) - Dakota del Nord (1889) - Dakota del Sud (1889) - Delaware (1787) - Florida (1845) - Georgia (1788) - Hawaii (1959) - Idaho (1890) - Illinois (1818) | - Indiana (1816) - Iowa (1846) - Kansas (1861) - Kentucky (1792) - Louisiana (1812) - Maine (1820) - Maryland (1788) - Massachusetts (1788) - Michigan (1837) - Minnesota (1858) - Mississippi (1817) - Missouri (1821) - Montana (1889) - Nebraska (1867) - Nevada (1864) - New Hampshire (1788) - New Jersey (1787) | - Indiana (1816) - Iowa (1846) - Kansas (1861) - Kentucky (1792) - Louisiana (1812) - Maine (1820) - Maryland (1788) - Massachusetts (1788) - Michigan (1837) - Minnesota (1858) - Mississippi (1817) - Missouri (1821) - Montana (1889) - Nebraska (1867) - Nevada (1864) - New Hampshire (1788) - New Jersey (1787) | - Indiana (1816) - Iowa (1846) - Kansas (1861) - Kentucky (1792) - Louisiana (1812) - Maine (1820) - Maryland (1788) - Massachusetts (1788) - Michigan (1837) - Minnesota (1858) - Mississippi (1817) - Missouri (1821) - Montana (1889) - Nebraska (1867) - Nevada (1864) - New Hampshire (1788) - New Jersey (1787) | - New York (1788) - Nuovo Messico (1912) - Ohio (1803) - Oklahoma (1907) - Oregon (1859) - Pennsylvania (1787) - Rhode Island (1788) - Tennessee (1796) - Texas (1845) - Utah (1896) - Vermont (1791) - Virginia (1788) - Virginia Occidentale (1863) - Washington (1889) - Wisconsin (1848) - Wyoming (1890) | - New York (1788) - Nuovo Messico (1912) - Ohio (1803) - Oklahoma (1907) - Oregon (1859) - Pennsylvania (1787) - Rhode Island (1788) - Tennessee (1796) - Texas (1845) - Utah (1896) - Vermont (1791) - Virginia (1788) - Virginia Occidentale (1863) - Washington (1889) - Wisconsin (1848) - Wyoming (1890) | - New York (1788) - Nuovo Messico (1912) - Ohio (1803) - Oklahoma (1907) - Oregon (1859) - Pennsylvania (1787) - Rhode Island (1788) - Tennessee (1796) - Texas (1845) - Utah (1896) - Vermont (1791) - Virginia (1788) - Virginia Occidentale (1863) - Washington (1889) - Wisconsin (1848) - Wyoming (1890) |

#### Territori separati e dipendenze
| - Samoa Americane - Porto Rico - Isole Vergini Americane - Guam - Isole Marianne Settentrionali | - Samoa Americane - Porto Rico - Isole Vergini Americane - Guam - Isole Marianne Settentrionali | - Samoa Americane - Porto Rico - Isole Vergini Americane - Guam - Isole Marianne Settentrionali | - Atollo Johnston (scarsamente abitata) - Kingman Reef (disabitata) - Isole Midway (scarsamente abitata) - Isola Navassa (disabitata) - Isola Howland (disabitata) | - Atollo Johnston (scarsamente abitata) - Kingman Reef (disabitata) - Isole Midway (scarsamente abitata) - Isola Navassa (disabitata) - Isola Howland (disabitata) | - Atollo Johnston (scarsamente abitata) - Kingman Reef (disabitata) - Isole Midway (scarsamente abitata) - Isola Navassa (disabitata) - Isola Howland (disabitata) | - Atollo Palmyra (scarsissimamente abitato) - Isola Baker (disabitata) - Isola Jarvis (disabitata) - Isola di Wake (scarsamente abitata) | - Atollo Palmyra (scarsissimamente abitato) - Isola Baker (disabitata) - Isola Jarvis (disabitata) - Isola di Wake (scarsamente abitata) | - Atollo Palmyra (scarsissimamente abitato) - Isola Baker (disabitata) - Isola Jarvis (disabitata) - Isola di Wake (scarsamente abitata) |

## Risorse naturali

### Gas e Minerali
Gli Stati Uniti d'America possiedono enormi risorse naturali, sono i secondi produttori al mondo di petrolio, metano, rame, e carbone, e al primo posto nella produzione di alluminio e magnesio. Altre risorse importanti sono oro, zinco, piombo e uranio. Anche grazie a queste risorse naturali, gli Stati Uniti sono grandi produttori di energia: sono i primi produttori mondiali di elettricità e di energia nucleare e i secondi di energia idroelettrica.